# Høngs kommun
Høngs kommun (danska: Høng Kommune) låg i Västsjällands amt i Danmark. Kommun hade 8 344 invånare (2004) och en yta på 144,59 km². Huvudorten var Høng. Sedan 2007 ingår kommunen i Kalundborgs kommun.